# Carmona (Sevilla)
Carmona is een gemeente in de Spaanse provincie Sevilla in de regio Andalusië met een oppervlakte van 924 km². In 2012 telde Carmona 28.814 inwoners.

## Geschiedenis
Rond het begin van de jaartelling tijd stond de plaats bekend als Carmo en het was een versterking in de Romeinse provincie Hispania Baetica. Het ligt op een verhoging in een verder vlak landschap en was strategisch van groot belang. Het lag op een kruising van belangrijke handelswegen en beschermde de oostelijke toegang tot Sevilla via de vallei van de Guadalquivir. Het amfitheater van Carmona werd door de Romeinen gebouwd in de 1e eeuw v.Chr.
In 763 trok emir Abd al-Rahman I zich in de vesting Carmona terug toen kalief al-Mansoer een leger op hem af stuurde. Na twee maanden belegering brak al-Rahman uit en versloeg hij het abbasidenleger, waarmee zijn heerschappij over het Emiraat van Cordoba consolideerde.
Tijdens de Moorse periode werden de verdedigingswerken versterkt, en kwamen er paleizen en fonteinen. Van  1013 tot 1150, toen het werd veroverd door de Almohaden, was Carmona de hoofdplaats van de Taifa Carmona. In 1247 werd de stad door troepen van Ferdinand III van Castilië veroverd. Ongeveer een eeuw later bouwde Peter I van Castilië de Alcázar de Arriba en werden twee bestaande forten gerestaureerd. Diverse poorten zijn behouden, waarvan de poort naar Sevilla het meest indrukwekkend is.

## Geboren
- Jesús Rosendo (1982), wielrenner

## Impressie

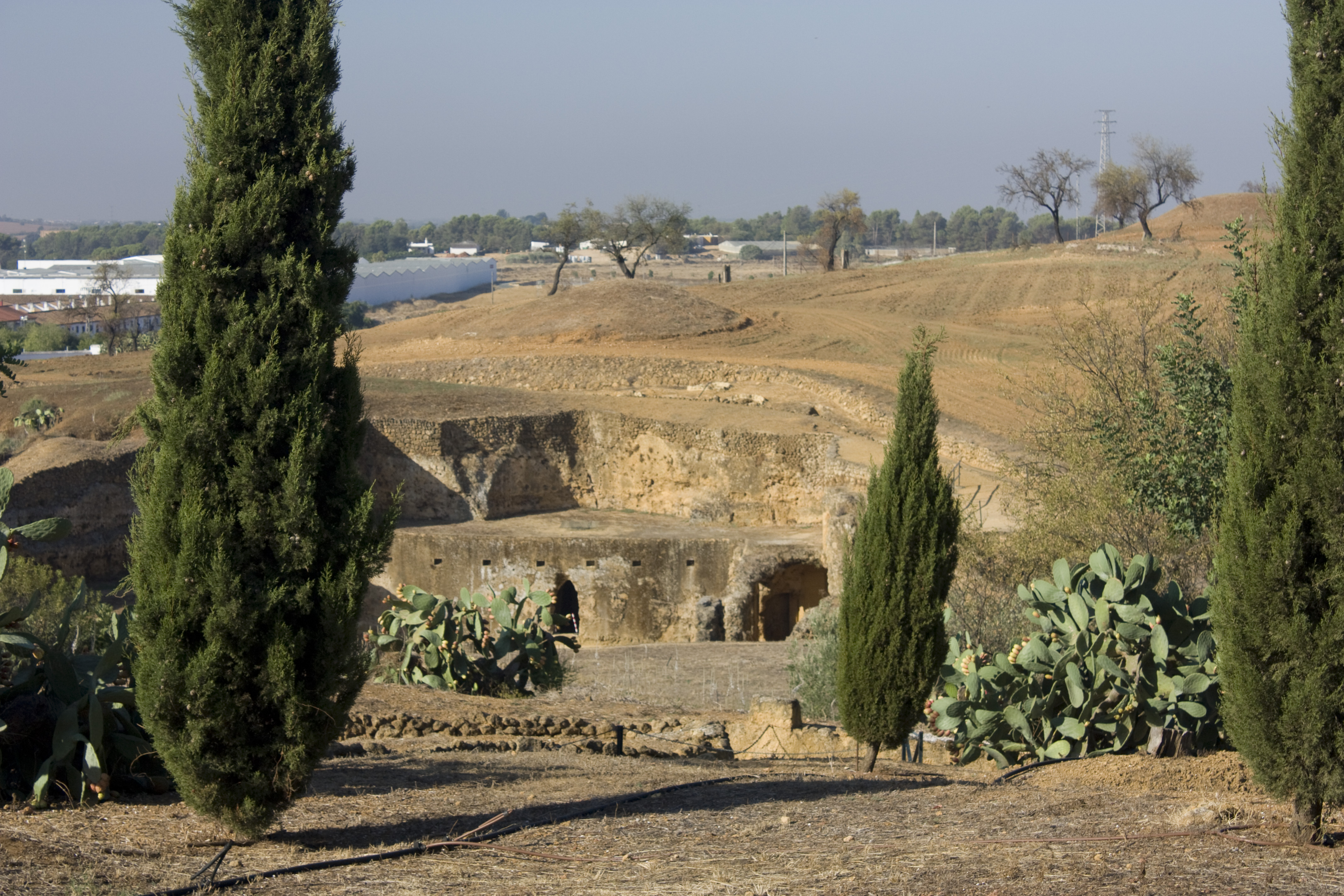
Begraafplaats uit de Romeinse tijd
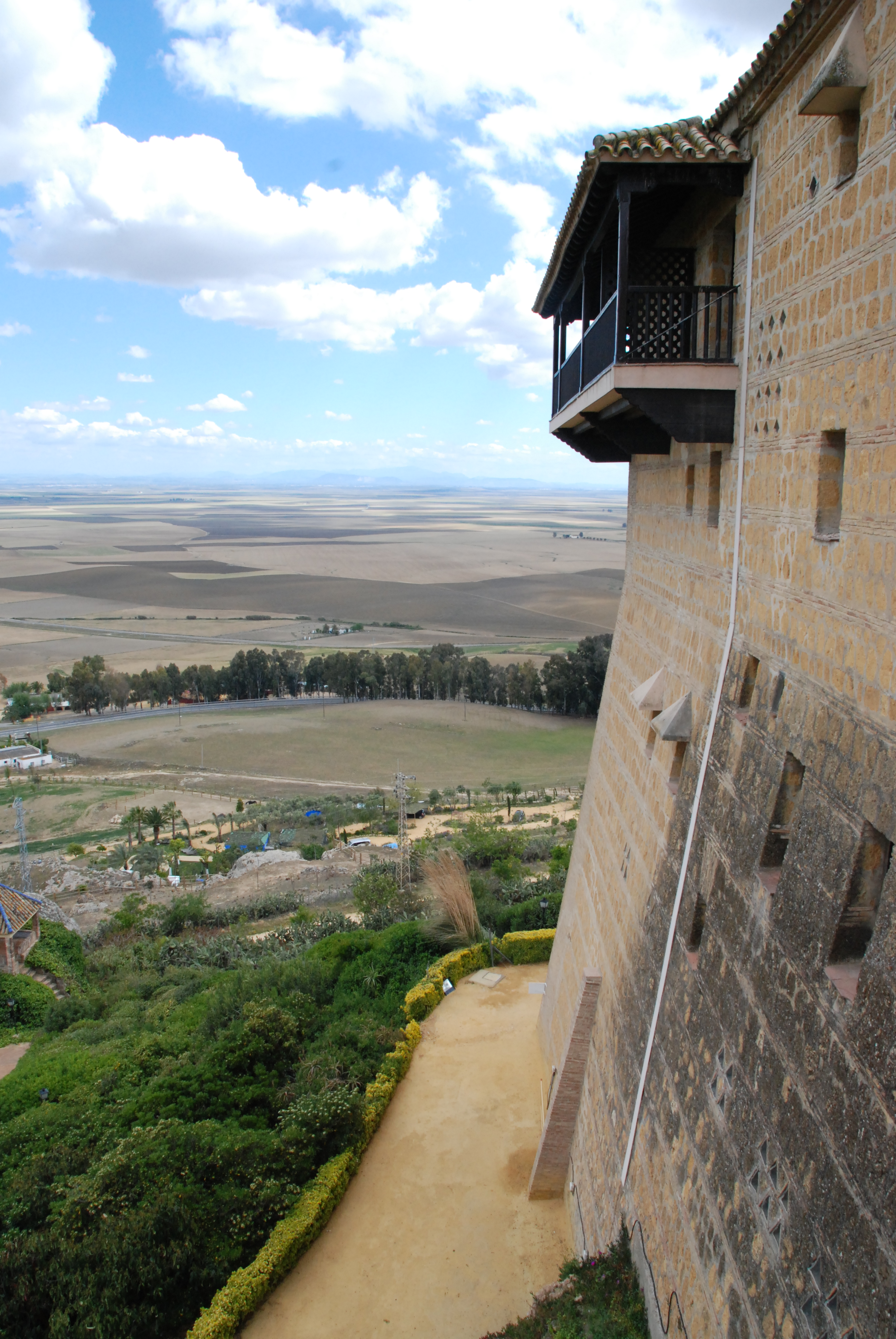
Deel van de paleismuur en de plaats ligt duidelijk hoger dan de omgeving
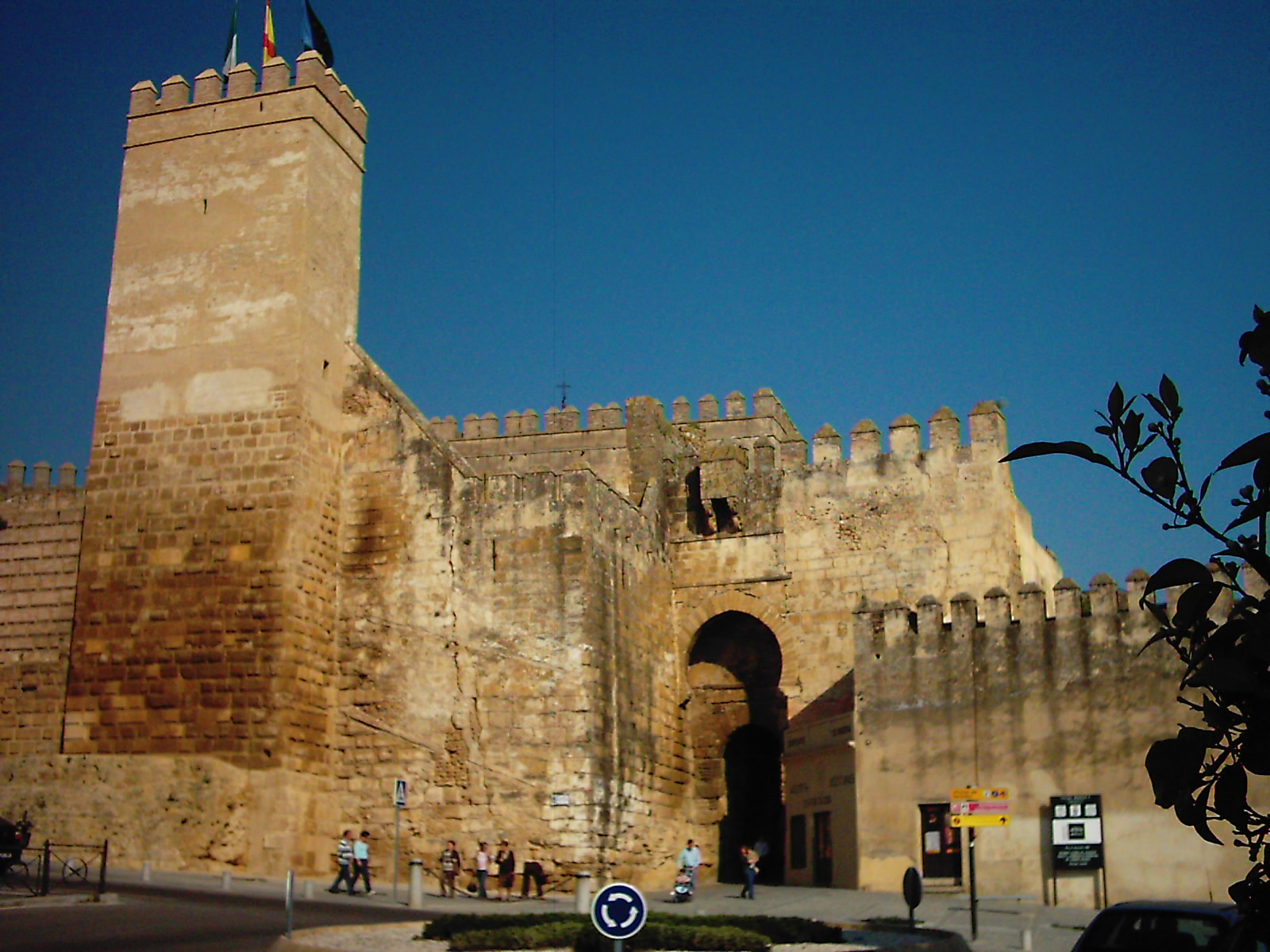
Puerta de Sevilla
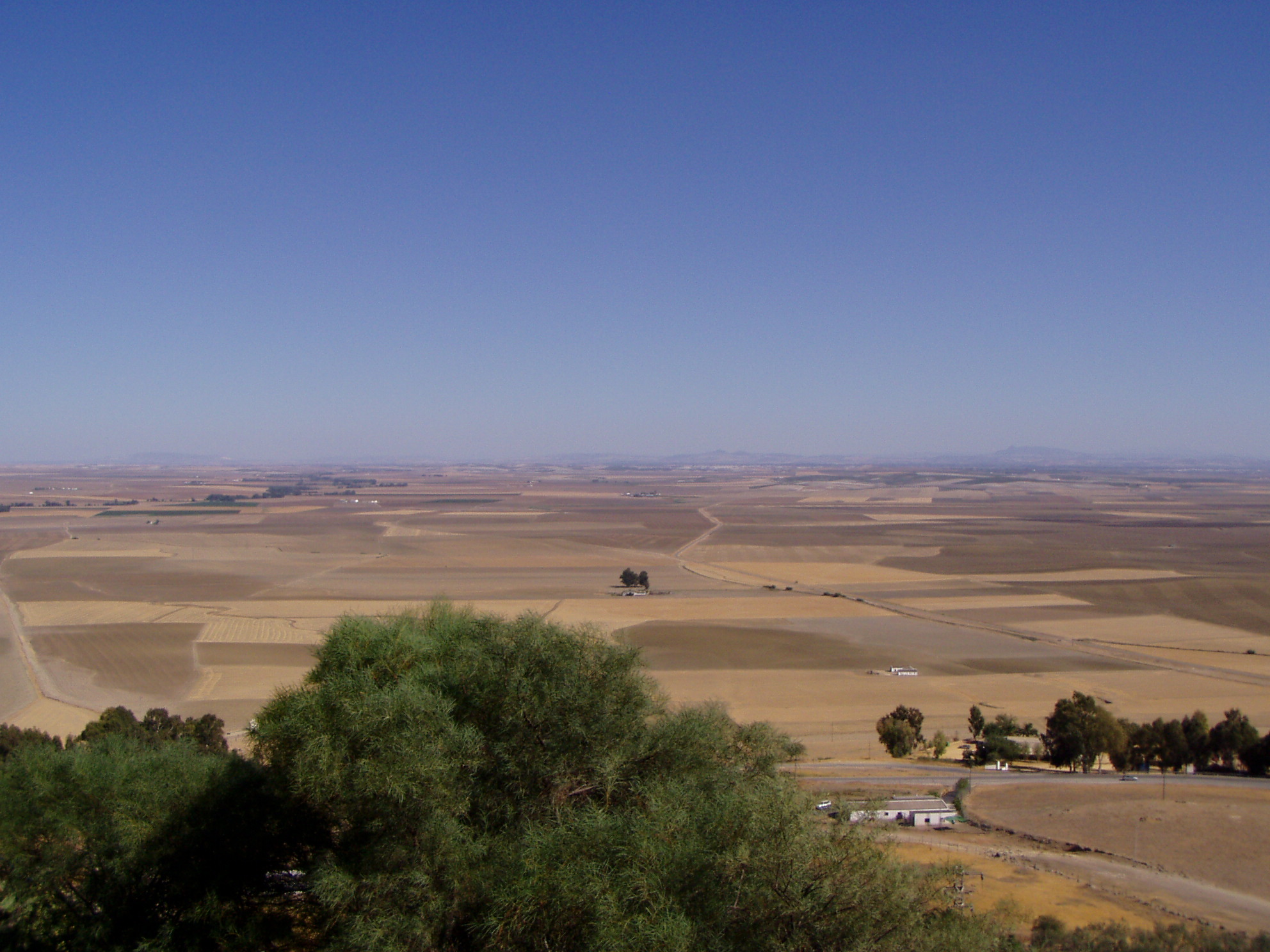
Landschap